# Bolusia amboensis
Bolusia amboensis är en ärtväxtart som först beskrevs av Schinz, och fick sitt nu gällande namn av Hermann August Theodor Harms. Bolusia amboensis ingår i släktet Bolusia och familjen ärtväxter. Inga underarter finns listade i Catalogue of Life.

## Bildgalleri